# Palicourea vacillans
Palicourea vacillans är en måreväxtart som beskrevs av Paul Carpenter Standley. Palicourea vacillans ingår i släktet Palicourea och familjen måreväxter. Inga underarter finns listade i Catalogue of Life.